# Заречье (Каменский район)
Заречье — деревня в Каменском районе Тульской области России.
В рамках административно-территориального устройства входит в Галицкий сельский округ Каменского района, в рамках организации местного самоуправления включается в Яблоневское сельское поселение.

## География
Расположена на реке Галица, в 18 км к юго-востоку от райцентра, села Архангельское, и в 119 км к югу от областного центра, г. Тулы. 
На юго-западе (через реку Галица) примыкает к деревне Жохово, на юго-востоке (через реку Галица) — к селу Галица — центру сельского округа.

## История
В 1961 году указом Президиума Верховного Совета РСФСР деревня Грязная Картавцево переименована в Заречье.

## Население
| 2002 | 2010 |
| ---- | ---- |
| 41   | ↗128 |